# Melitaea francescoi
Melitaea francescoi är en fjärilsart som beskrevs av De Sagarra 1926. Melitaea francescoi ingår i släktet Melitaea och familjen praktfjärilar. Inga underarter finns listade i Catalogue of Life.